# Пожизненное консульство
Пожизненное консульство — период в истории Первой французской республики со 2 августа 1802 года до 17 мая 1804 — даты провозглашения Первой французской империи. Период пожизненного консульства начался 14 термидора X года французского республиканского календаря (2 августа 1802 года) — в этот день Сенат официально объявил итоги плебисцита по вопросу о продлении срока полномочий Наполеона Бонапарта как первого консула с десятилетнего до пожизненного.

## Возврат к монархическим формам правления
В период пожизненного консульства в соответствии с конституцией X года вся полнота власти во Франции принадлежала пожизненному первому консулу — Наполеону Бонапарту. Согласно статьям 40-й и 41-й конституции, Наполеон мог «представить Сенату», а фактически назначить пожизненных второго и третьего консулов. Первый консул получил право заключать международные договоры, отменять смертные приговоры, назначать председателей избирательных коллегий и включать в состав коллегий дополнительных кандидатов. В соответствии со статьёй 42-й Наполеон получил право в таком же порядке «представить» (назначить) своего преемника, что стало важным шагом на пути к восстановлению монархии.
Расширение властных полномочий в руках первого консула сопровождалось изменениями во внешних обычаях и обрядах. Исчезает принятые в годы революции обращение на «ты»; вновь появляются ливреи; возобновляется дворцовая охота; этикет и наряды всё больше приобретают придворный характер, увеличивается количество возвращающихся эмигрантов. На смену именному оружию, которым отмечались заслуги перед республикой, приходит иерархически организованный орден Почётного легиона, включавший в себя четыре степени, шестнадцать территориальных когорт и административный совет во главе с Великим магистром.
Как пишет французский историк Ж. Тюлар, «летом X года произошёл переход от брюмерианской, ещё вполне республиканской формы правления, к деспотической, которой недоставало лишь титула монарха или императора».